# Hohenfinow
Hohenfinow es un municipio del distrito de Barnim, en Brandeburgo (Alemania).
- Datos: Q587133
- Multimedia: Hohenfinow / Q587133

1. ↑  Worldpostalcodes.org, código postal n.º 16248.